# لانتانا ثلاثية الأوراق
لانتانا ثلاثية الأوراق (الاسم العلمي: Lantana trifolia) هي نوع نباتي يتبع جنس اللانتانا من فصيلة اللويزية.